# Scione strigata
Scione strigata är en tvåvingeart som först beskrevs av Günther Enderlein 1925.  Scione strigata ingår i släktet Scione och familjen bromsar. Inga underarter finns listade i Catalogue of Life.